# Oxyethira unidentata
Oxyethira unidentata är en nattsländeart som beskrevs av Mclachlan 1884. Oxyethira unidentata ingår i släktet Oxyethira och familjen smånattsländor. Inga underarter finns listade i Catalogue of Life.